# Girardia anceps
Girardia anceps is een platworm (Platyhelminthes). De worm is tweeslachtig. De soort leeft in of nabij zoet water.
Het geslacht Girardia, waarin de platworm wordt geplaatst, wordt tot de familie Dugesiidae gerekend. De wetenschappelijke naam van de soort werd, als Euplanaria anceps, voor het eerst geldig gepubliceerd in 1930 door Kenk.

## Synoniemen
- Euplanaria anceps Kenk, 1930
- Planaria dubia Borelli, 1895[1]
  - Dugesia dubia (Borelli, 1895)